# Bilimbi
Pour les articles homonymes, voir Arbre à cornichons.
Espèce
Classification phylogénétique
Le bilimbi (Averrhoa bilimbi) est un arbre fruitier de la famille des Oxalidacées, aussi appelé arbre à cornichons pour ses fruits comestibles, semblables à des cornichons translucides.

## Description
L'arbre peut atteindre entre 6 et 10 mètres de hauteur.

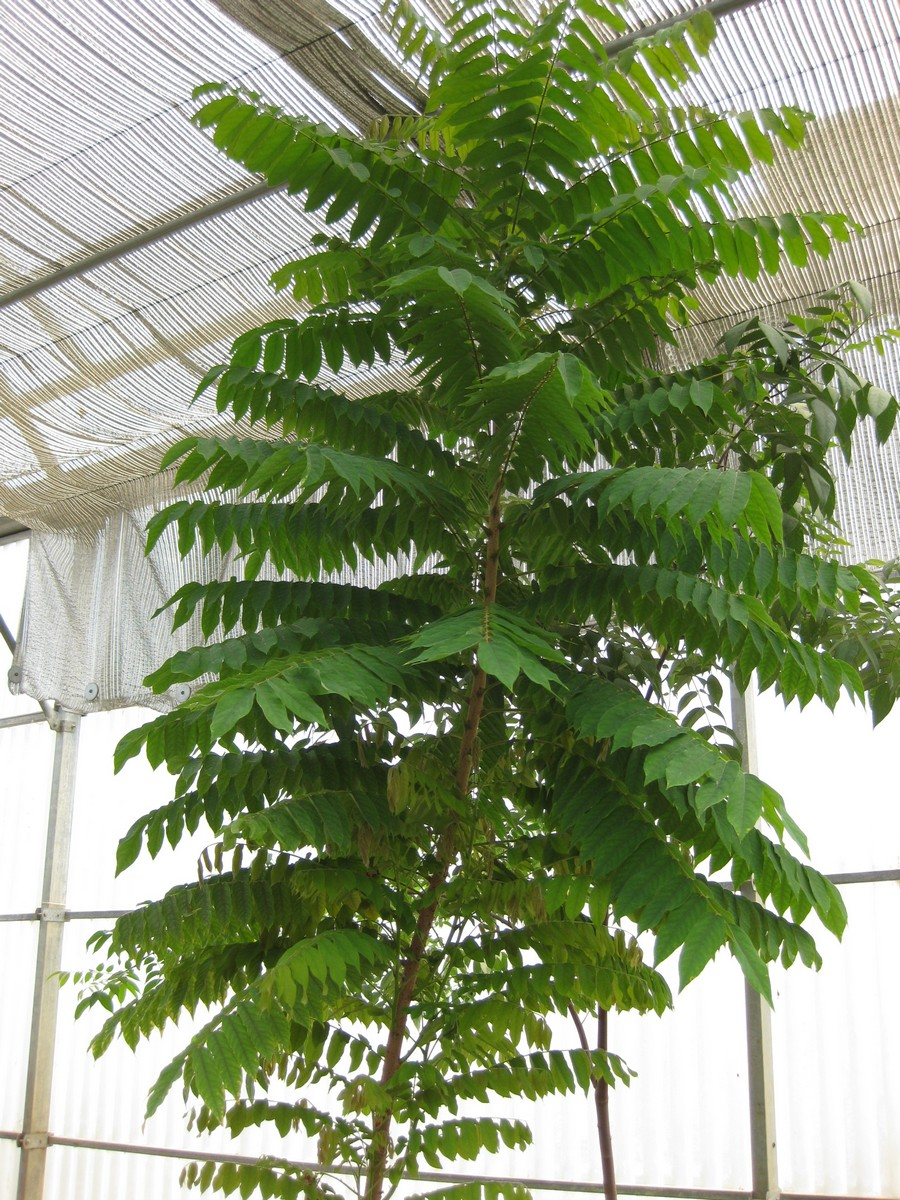
Bilimbi ou arbre à cornichons, Jardin botanique de la reine Sirikit, Thaïlande

Les feuilles : alternes, entières, lisses, courtement pétiolées, sont d'un vert foncé ou clair suivant les saisons et leur situation géographique, à la Réunion. 
Les fleurs pourpres ou rougeâtres naissent et poussent en grappes sur le tronc et les branches. Il n'en existe qu'une seule variété, qui peut être fidèlement reproduite par semis.
Le bilimbi fructifie de préférence à l'ombre d'autres grands arbres. La présence d'insectes sur ses fleurs rouge sombre attire le caméléon, appelé aussi « l'endormi » en créole. 
Le fruit oblong, à peau mince et verte, ressemble à un petit concombre, contenant une substance et des graines de même couleur.  Accroché au tronc, il atteint une longueur maximale de 5 cm et a 1 à 2 cm de diamètre. 
En Europe, on peut cultiver cet arbre en pot et le rentrer au chaud l'hiver. Il ne supporte pas des températures inférieures à 10 °C.

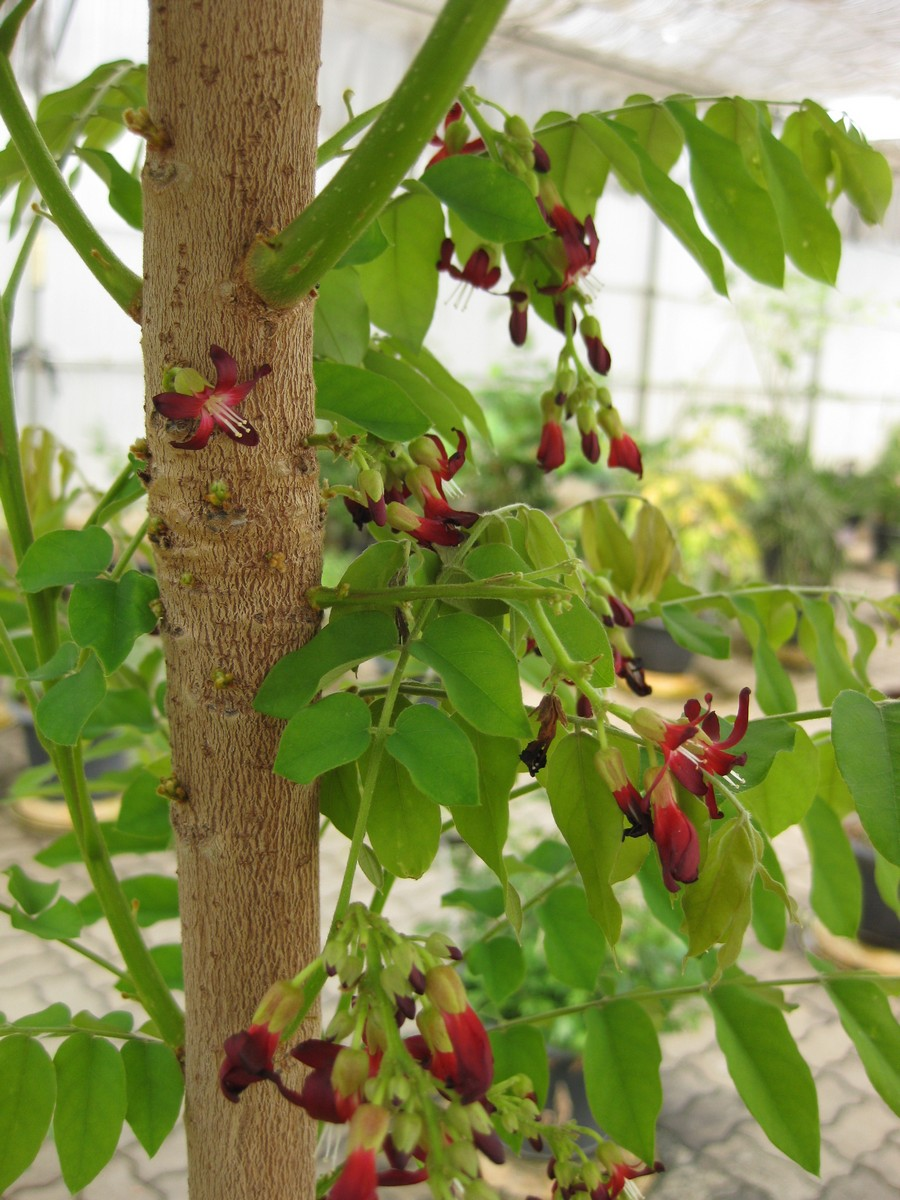
Arbre en fleurs, Jardin botanique de la reine Sirikit, Thaïlande
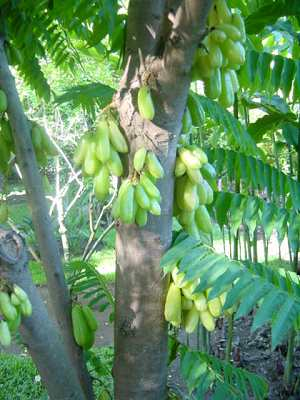
Arbre portant ses fruits, La Réunion.
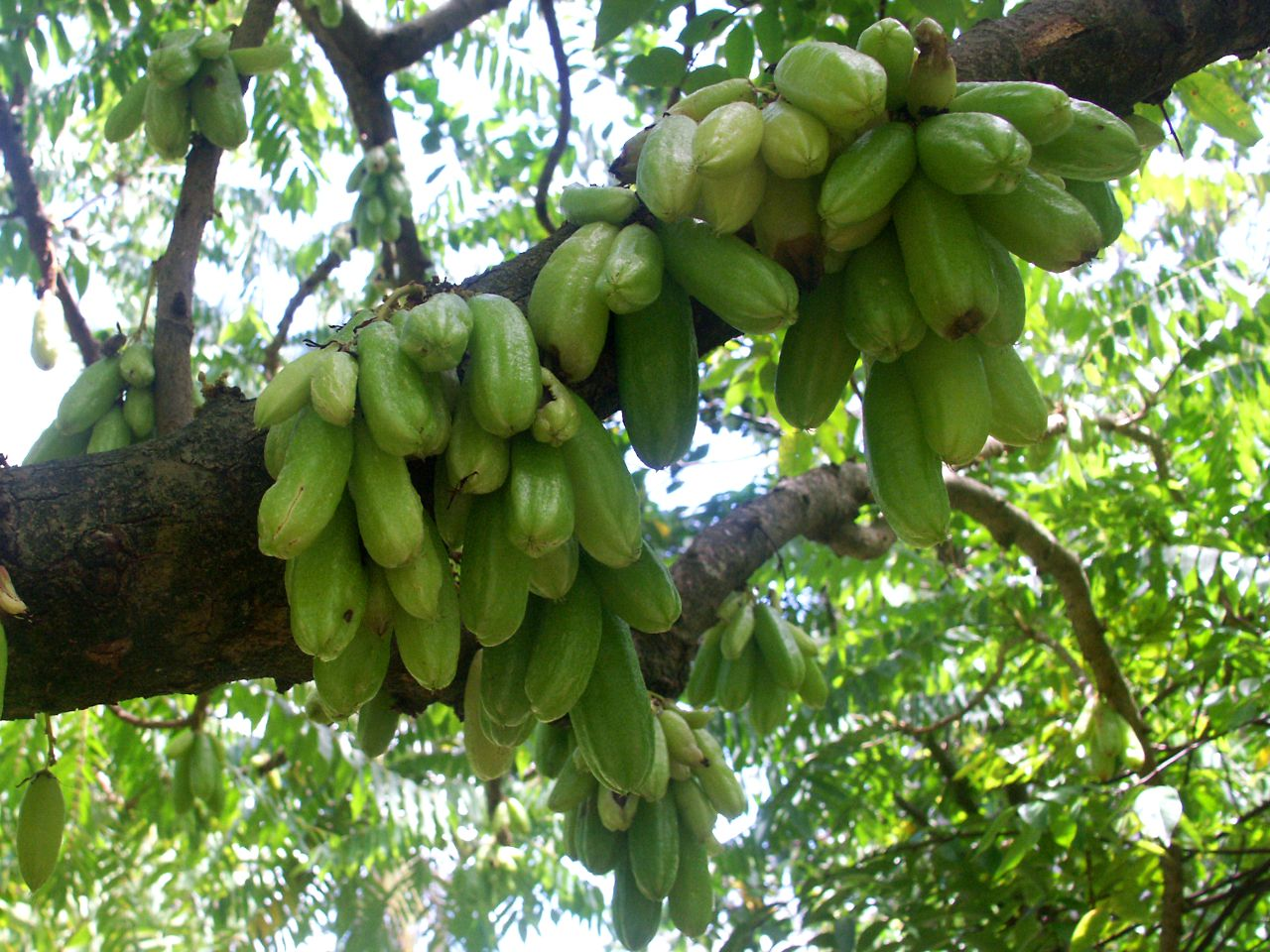
Arbre portant ses fruits, Guadeloupe.
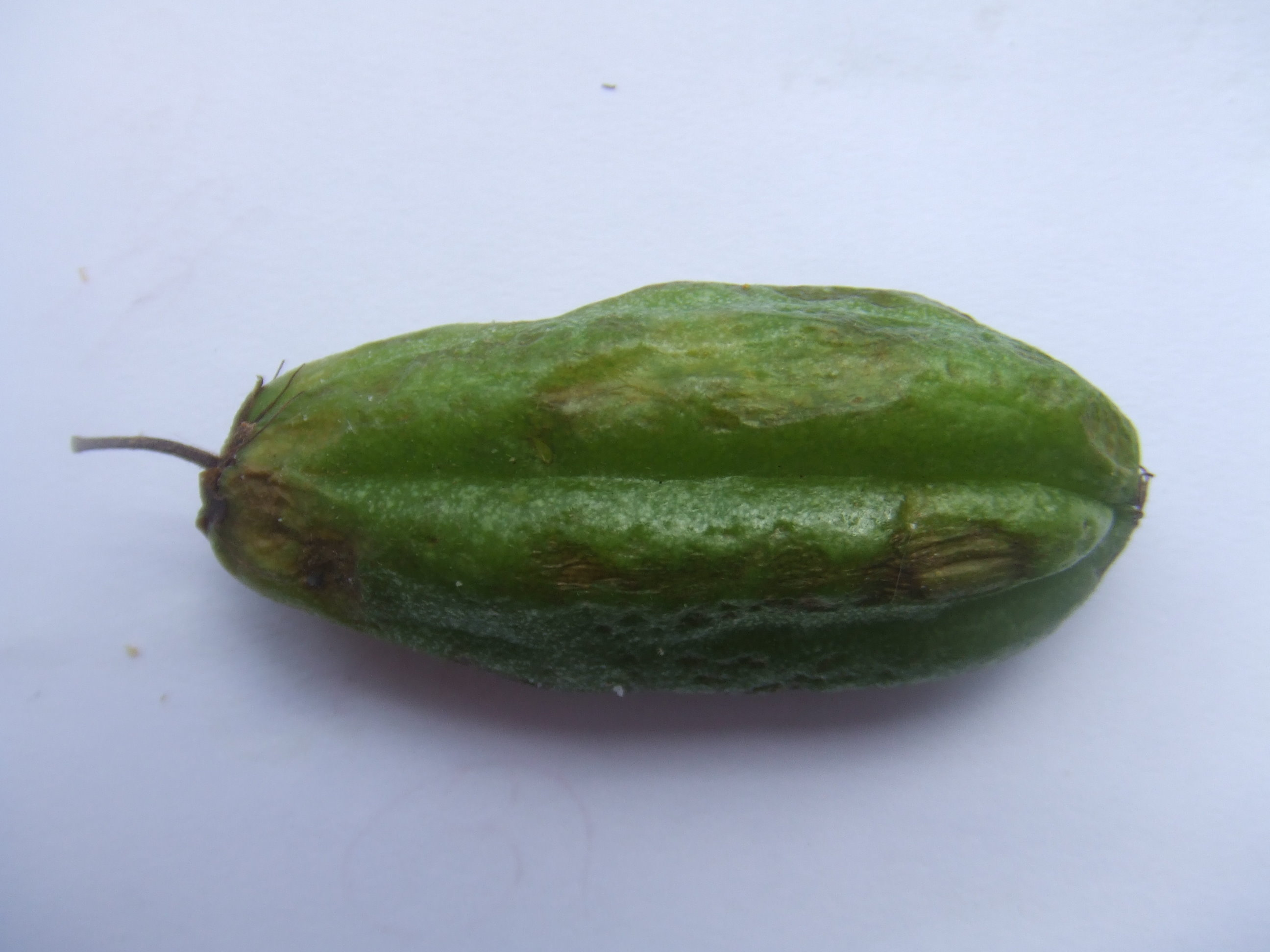
Fruit

## À la Réunion
L'arbre a été introduit sur l'île en 1764 par l'ingénieur Joseph-François Charpentier de Cossigny de Palma ou par M. Brenier, selon les sources.
Ce fruit fait partie des fruits les plus appréciés de l'île, il est plus charnue que ceux de Madagascar. Il est souvent associé aux fêtes de fin d'année...car c'est un peu l'arbre de Noël et ses boules rouges...en saison chaude période de Noël on le trouve dans les jardins des habitants ou dans des parcs (vers Saint Benoit) où ils sont cultivés exclusivement pour les fêtes de fin d'année.[réf. souhaitée]
Sa période de production est quasi permanente sur toute l'année avec une prédominance de janvier à avril.

## Utilisation
Son utilisation est très variée. Le plus souvent utilisé dans la cuisine, on peut trouver le bilimbi dans plusieurs plats tels que les achards, les chutneys, les pickles, le rougail aux Comores et dans certains currys. De saveur acide, ce fruit est utilisé en pâtisserie  comme boissons ou comme condiment, selon sa maturité. 
Dans l'usage médicinal traditionnel, les feuilles sont utilisées en infusion contre les infections intestinales ou en cataplasme contre certaines maladies de la peau. Contenant de l'acide citrique, il a des propriétés antiscorbutiques.
On peut aussi l'utiliser comme détachant pour le linge et décapant pour les métaux grâce à l'oxalate de potassium qu'il contient.
Il est aussi connu pour être un excellent bois de charpente.